# Terremoto della penisola di Noto del 2024

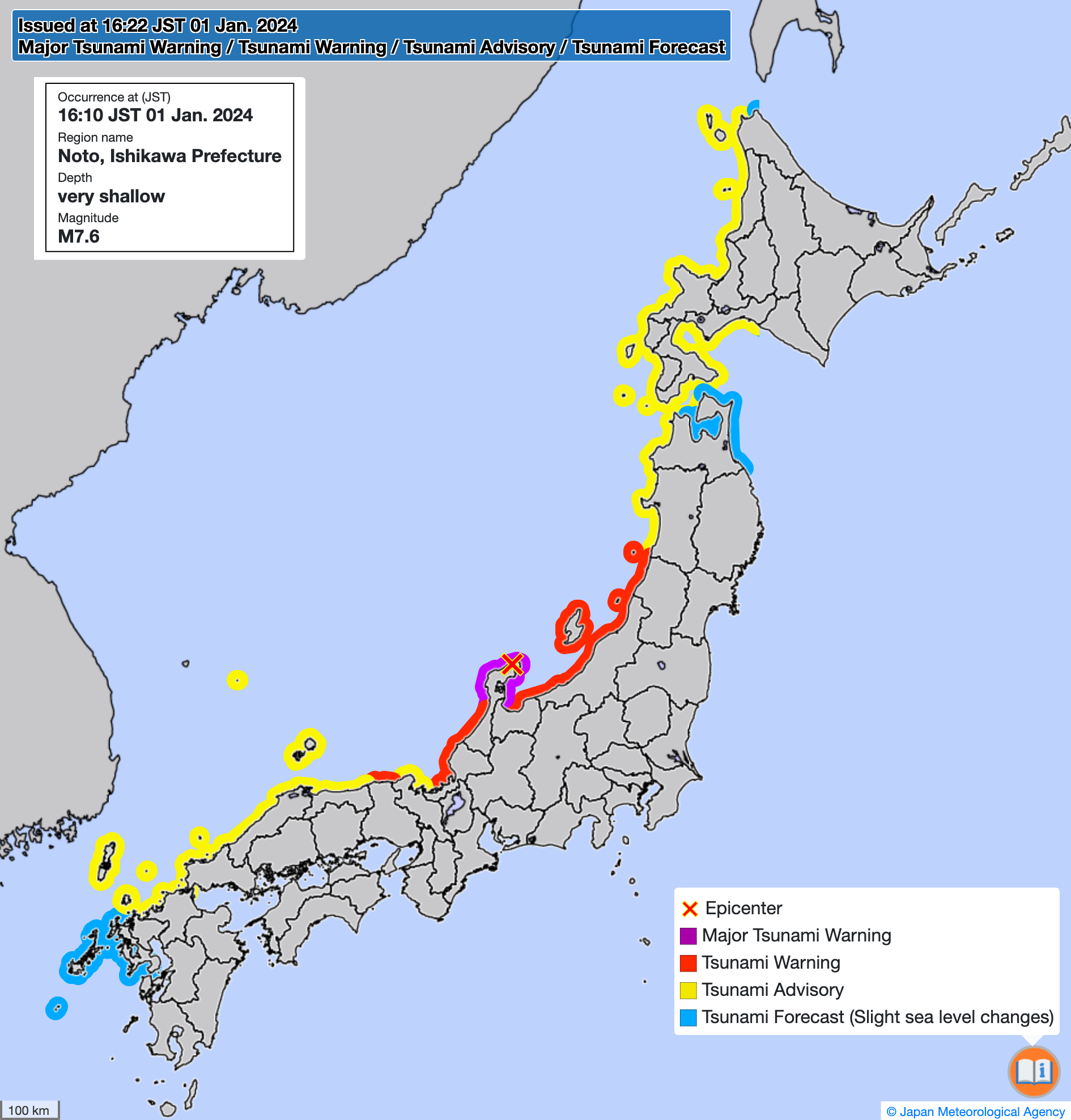
Mappa di allerta tsunami emessa dall'Agenzia meteorologica giapponese il 1 gennaio 2024

Il terremoto della penisola di Noto del 2024 (令和6年能登半島地震?, Reiwa 6-nen Noto-hantō Jishin) è stato un sisma di magnitudo 7.5 Mww avvenuto alle 16:10 JST, durante il giorno di capodanno del 2024, presso la penisola di Noto, situata nella Prefettura di Ishikawa in Giappone, ad una profondità di 10 km.
L'evento, con intensità misurata Shindo 7, ha generato uno tsunami nelle acque del Mar del Giappone, al largo delle coste centro-occidentali dell'isola di Honshū, l'onda massima del maremoto ha raggiunto un'altezza di 11.3 metri nel distretto di Kuroshima, a Wajima.

## Intensità
L'Agenzia meteorologica giapponese ha dichiarato di aver registrato un'intensità sismica massima Shindo 7, il livello più alto della sua scala di intensità. Il precedente sisma di questa intensità fu quello di Hokkaido del 2018. Un picco di accelerazione al suolo di 2.826 gal è stato misurato a Shika, il valore si avvicina a quello misurato nel terremoto del Tōhoku del 2011 che aveva raggiunto i 2.934 gal, risultando il più potente mai registrato nella storia del Giappone moderno,
sebbene meno distruttivo del Grande terremoto del Kantō del 1923, la cui devastazione fu dovuta però a fattori come la maggior densità abitativa e l'arretratezza delle infrastrutture coinvolte.

## Maremoto
Le autorità giapponesi hanno immediatamente dichiarato l'allerta tsunami in tutte le coste occidentali del Paese ed è stato varato un esteso piano di evacuazione dei cittadini residenti nelle aree più a rischio delle prefetture maggiormente coinvolte. L'ultimo allarme tsunami di tale portata non si verificava dall'anno del catastrofico sisma che colpì il Tōhoku orientale.
L'allerta è stata diramata anche in Corea del Sud e in Russia che hanno monitorato la situazione con particolare interesse, fino a quando il pericolo tsunami non è cessato definitivamente.

## Conseguenze

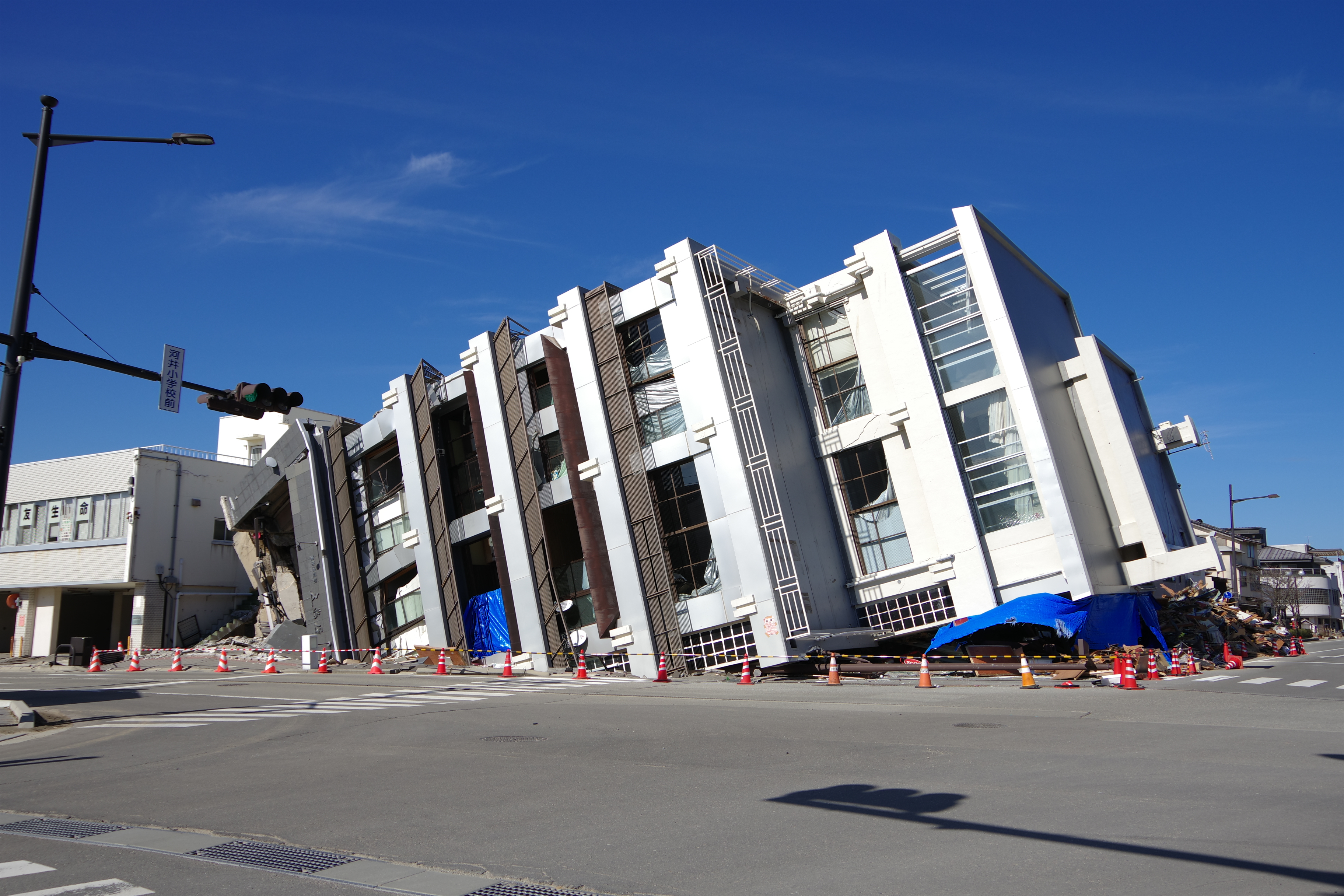
Un edificio danneggiato nella città di Wajima.

A dieci giorni dall'evento il bilancio delle vittime accertate ammontava a 401 persone, di cui 23 morte non durante la scossa di terremoto ma per eventi a esso collegati. Una nuova stima aggiornata a dicembre 2024 parla di circa 500 vittime.
In seguito al terremoto una vasta area della città di Wajima è stata distrutta da un incendio. Fra gli oltre 200 edifici consumati dalle fiamme vi è il mercato della città, che poteva vantare una storia di 1.200 anni. Alcune aree di terreno si sono liquefatte, con la conseguente formazione di crepe e la distruzione delle banchine del porto. La costa è stata colpita da uno tsunami. La Japan Meteorological Agency ha avuto difficoltà a stimarne le dimensioni a causa della perdita di alcuni dati legata all'innalzamento delle onde. Successive interviste ai sopravvissuti hanno portato a valutare che lo tsunami abbia superato i 5 metri di altezza. Nonostante i criteri dell'adeguamento sismico con cui vengono costruiti gli edifici più recenti, in alcune aree il sisma è arrivato a danneggiare o distruggere fino al 90% degli edifici. Questo anche perché una percentuale molto alta degli edifici è stata costruita prima che le normative antisismiche entrassero in vigore.
È stata scongiurata l'ipotesi di un nuovo incidente nucleare simile al disastro di Fukushima, effetto del violento sisma del 2011.

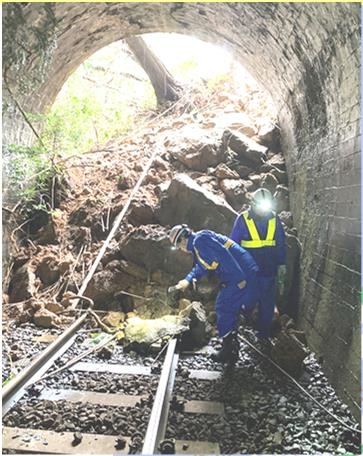
Una frana fra le stazioni di Notokashima e Anamizu.

Il premier Fumio Kishida ha inviato le Forze di autodifesa giapponesi nelle zone colpite dalla calamità, per sostenere la popolazione bisognosa e mettere in sicurezza la regione, ma il contingente inviato è stato ritenuto troppo piccolo per le reali necessità della regione. A rendere le operazioni di soccorso più complicate del previsto sono stati anche gli ingenti danni subiti dalla rete stradale provocati, oltre che dalle scosse, da alcune frane. Due delle strade principali sono state completamente riaperte nel luglio e nel dicembre del 2024. Numerosi black out hanno lasciato oltre trentacinquemila nuclei familiari privi di acqua corrente, energia elettrica e fonti combustibili, esponendoli al freddo clima invernale. A distanza di un anno le interruzioni nella fortinuta dell'acqua risultano non ancora del tutto risulte.
Per colpa del disastro molti voli aerei sono stati cancellati, così come le tratte ferroviarie dello Shinkansen in transito nella zona. Circa 1.400 passeggeri hanno visto bloccare i loro treni. La circolazione è ripresa 11 ore più tardi. Secondo l'emittente televisiva giapponese NHK le principali autostrade in Giappone sono state chiuse in via precauzionale.
Il giorno successivo al sisma, un velivolo della Guardia costiera giapponese, in partenza dall'Aeroporto internazionale di Tokyo e diretto verso Niigata, con l'intento di trasportare aiuti ai cittadini sfollati, è rimasto vittima di un fatale incidente aereo. Il velivolo si è infatti scontrato con un aeromobile di linea della compagnia Japan Airlines, in fase di atterraggio. Tutti i passeggeri e i membri dell'equipaggio del Volo 516 sono stati tratti in salvo senza particolari conseguenze, mentre uno solo dei sei occupanti del velivolo militare è sopravvissuto.
Alla fine di gennaio i danni causati dal terremoto ad abitazioni private, industrie, porti, strade e infrastrutture di vario genere sono stati stimati in 2,6 trilioni di yen. 
Ad aggravare i problemi economici della regione vi sono anche le perdite legate ai mancati introiti del turismo, con oltre 10.000 persone che hanno cancellato le loro prenotazioni nell'arco di pochi giorni. Immediatamente dopo il terremoto oltre 33.400 persone avevano cercato rifugio nei centri di accoglienza. Quattro mesi più tardi, in maggio, nei centri erano ancora ospitate oltre 4.600 persone. Delle 5.530 abitazioni temporanee necessarie, ne erano state completate 2.763.
In settembre è stato stimato che almeno 32.000 abitazioni necessitavano di essere demolite dal governo per mettere in sicurezza il territorio, ma che solo il 10% di queste demolizioni era stato completato.
La lentezza della ricostruzione e la difficoltà di guadagnarsi da vivere hanno portato molti giovani ad abbandonare le aree maggiormente affette dall'evento, trasferendosi altrove. In particolare la popolazione di Wajima risulta diminuita del 9%, del 18% se si guardano solo gli under 40. A quasi un anno dall'evento, molti residenti si lamentano per la lentezza della ricostruzione, e temono che il ricordo di quanto accaduto stia sparendo dalla memoria collettiva. 
Con l'aiuto del governo insufficiente, un importante sostegno alle popolazione è arrivato da iniziative di associazioni come la fondazione buddista taiwanese Tsu Chi o di singole personalità come il pattinatore Yuzuru Hanyu o il gruppo rock Complex.
La situazione della regione è stata peggiorata in settembre dalle intense piogge che hanno provocato un'alluvione che ha colpito in particolare Wajima e Suzu, provocando altri 221 evacuati. Nel giugno del 2025 6.816 nuclei familiari, per un totale di 13.975 persone, continuano a vivere nelle abitazioni temporanee, situazione che ha provocato un aumento del numero di persone morte in solitudine.
Secondo i dati forniti dalla Camera di commercio di Wajima, Suzu, Anamizu e Noto, a distanza di un anno circa un quarto delle aziende è stata costretta a chiudere a seguito del terremoto, e il destino di molte altre aziende è incerto.